# القرية (ذي ناعم)

تعديل مصدري - تعديل

حارة القرية هي إحدى حارات مدينة المنقطع أحد مدن محافظة البيضاء، بلغ تعداد سكانها 484 نسمة حسب تعداد اليمن لعام 2004.